# Философское общество при Петербургском университете
Философское общество при Петербургском университете — основано в 1897 году.

## История общества
Впервые попытка создания Философского общества в Санкт-Петербурге была предпринята известными философами В. С. Соловьёвым, М. И. Каринским, Э. Л. Радловым, историком К. Н. Бестужевым-Рюминым, славянофилом А. А. Киреевым в 1879—1880 годах. На квартире директора департамента государственного казначейства Ф. Г. Тернера, в доме № 16 у Певческого моста, 15 февраля 1880 года предполагавшимся его учредителям был представлен проект Устава намечавшегося «Общества любителей философских знаний». Но после убийства Александра II в марте 1881 года министр внутренних дел граф Д. А. Толстой отказал в регистрации «ненужного», по его мнению, общества.
Возвращение к идее создания в Петербурге философского общества произошло в 1897 году. Инициатива создания общества принадлежала теперь М. В. Безобразовой, дочери академика В. П. Безобразова. Организационные обязанности по созданию общества взял на себя историко-филологический факультет Санкт-Петербургского университета. Проект устава Общества, выработанный 25 марта 1897 года на собрании в университете, в котором участвовали А. И. Введенский, Н. Г. Дебольский, И. В. Помяловский, Э. Л. Радлов, B. C. Соловьёв, A. C. Фаминцын, О. Д. Хвольсон, был разослан предполагавшимся учредителям. Среди подписавших его 80 человек были представители различных интеллектуальных профессий: ботаник А. Н. Бекетов, историк В. Г. Васильевский, невропатолог С. Н. Данилло, филологи В. К. Ернштедт и Р. О. Ланге, юрист В. В. Ефимов, педагог-просветитель И. Я. Образцов, A. A. Смирнов.
«Устав Философского общества при Императорском Санкт-Петербургском университете» был утверждён министром народного просвещения И. Д. Деляновым 22 октября 1897 года. Первое собрание членов-учредителей философского общества, на котором присутствовало 47 членов-учредителей, состоялось 7 декабря 1897 года. На нём председателем Общества был избран профессор А. И. Введенский, из-за отказа которого делами общества управлял Совет, членами которого были избраны: академик A. C. Фаминцын, профессор Военно-медицинской Академии В. М. Бехтерев, Э. Л. Радлов (товарищ председателя), Я. Н. Колубовский (казначей), А. П. Нечаев (секретарь), И. И. Лапшин (библиотекарь). В 1898 года председателем общества вновь был переизбран А. И. Введенский, который на этот раз дал своё согласие.  Вскоре И. И. Лапшин и А. П. Нечаев уехали в заграничные командировки и вместо них в Совет были избраны В. С. Серебреников и Л. В. Рутковский.
Число членов за первые полтора года увеличилось с 80 до 156 человек. В 1900 году произошло изменение некоторых параграфов устава общества; в частности, изменен параграф, определяющий число членов совета: вместо шести их стало девять.
В первые годы существования Общества членские взносы были основным источником финансирования его деятельности. Однако взносы (для действительных членов — 5 руб. ежегодно или не менее 75 руб. единовременно, для членов-соревнователей — 10 руб. или 150 руб. единовременно) платились нерегулярно и неохотно. Так, например, при численности в Обществе в 1901—1903 годах около 200 членов и членов-соревнователей взносов в кассу Общества поступало в среднем 600 рублей в год. Это обстоятельство вынуждало Совет Общества обращаться в министерство народного просвещения за субсидиями. Почётные члены были освобождены от уплаты взносов.
Почётными членами Общества были: В. Вундт, Н. Ф. Каптерев, М. И. Каринский, A. A. Козлов, Л. М. Лопатин, Л. Н. Толстой, Ш. Ренувье, Г. Спенсер, К. Фишер, Э. Целлер.
Главными направлениями работы Философского общества были — устройство публичных заседаний для ознакомления с состоянием современной философии, научные доклады с последующими обсуждениями, публикация трудов классиков мировой философской мысли. Собрания общества были публичными. Они проводились в начале учебного года в актовом зале университета. Кроме решения организационных вопросов заслушивалась речь, произносимая одним из членов Общества. Уже на первых годичных собраниях общества прозвучали доклады А. И. Введенского «Судьбы философии в России», B. C. Соловьёва «Жизненная драма Платона» и «О значении Белинского», Н. Г. Дебольского «Понятие красоты», Ф. Д. Батюшкова «Утопия всенародного искусства», Б. М. Мелиоранского «Теоретическая философия кн. С.Н. Трубецкого».
В 1917 году работа Философского общества, как и многих других научных обществ в России, была прервана. Часть архива общества была утрачена: многие документы были уничтожены при обысках и пожаре под Павловском во время наступления генерала Н. Н. Юденича. Только 27 февраля 1921 года Философское общество в явочном порядке возобновило свою деятельность и даже, 8 апреля, было получено официальное разрешение на работу общества. На первом организационном заседании были приняты новые члены, намечен план работы и темы предстоящих докладов; в Совет Общества были избраны Н. О. Лосский и A. A. Франковский (секретарём); бессменного первого председателя общества А. И. Введенского, сославшегося на нездоровье, по его личной просьбе заменил на этом посту Э. Л. Радлов. Члены Общества решили проводить заседания в здании Публичной библиотеки, где Радлов был директором. В течение первого года работы восстановленного общества состоялось 14 заседаний. Общество открыло свой книжный магазин, организовало собственное издательство «Academia», стало выпускать философский журнал «Мысль». После высылки в Германию 16 ноября 1922 года самых активных членов Общества — Л. П. Карсавина, И. И. Лапшина. Н. О. Лосского — оно стало терять свои позиции, и в мае 1923 года было закрыто.
Современный этап истории Санкт-Петербургского философского общества начался в 1994 году, когда по инициативе ряда философов, работавших на философском факультете Санкт-Петербургского университета, была создана Ассоциация философских обществ, призванная создать возможность обмена мнениями по самым актуальным проблемам философии. В 1998 году Ассоциация была преобразована в Санкт-Петербургское философское общество. Летом 1999 года было создано издательство Санкт-Петербургского Философского общества. Основным печатным органом общества является ежегодник «Мысль».

## Рекомендуемая литература
- Религиозно-философское общество в Санкт-Петербурге (Петрограде): История в материалах и документах: 1907—1917: В 3 т. / Сост., подгот. текста, вступ. ст. и примеч. О. Т. Ермишина, О. А. Коростелева, Л. В. Хачатурян и др. — Русский путь, 2009. — ISBN 978-5-85887-287-0.